# Liometopum scudderi
Liometopum scudderi är en myrart som beskrevs av Carpenter 1930. Liometopum scudderi ingår i släktet Liometopum och familjen myror. Inga underarter finns listade i Catalogue of Life.